# Limmen Bight (rzeka)
Limmen Bight – rzeka okresowa w Australii, na obszarze Terytorium Północnego. Ma 230 km długości. Wypływa na terenie Płaskowyżu Barkly, płynie w kierunku północno-wschodnim, uchodzi do Zatoki Karpentaria. Jej nazwa pochodzi od zatoki Limmen Bight, która została odkryta w kwietniu 1644 roku przez Abela Tasmana i nazwana na cześć jego statku ekspedycyjnego Limmen.